# Колокольный переулок (Пушкин)
Колоко́льный переу́лок — переулок в городе Пушкине (Пушкинский район Санкт-Петербурга). Проходит от Гусарской улицы до Госпитального переулка. Далее продолжается Фуражным переулком.

## История

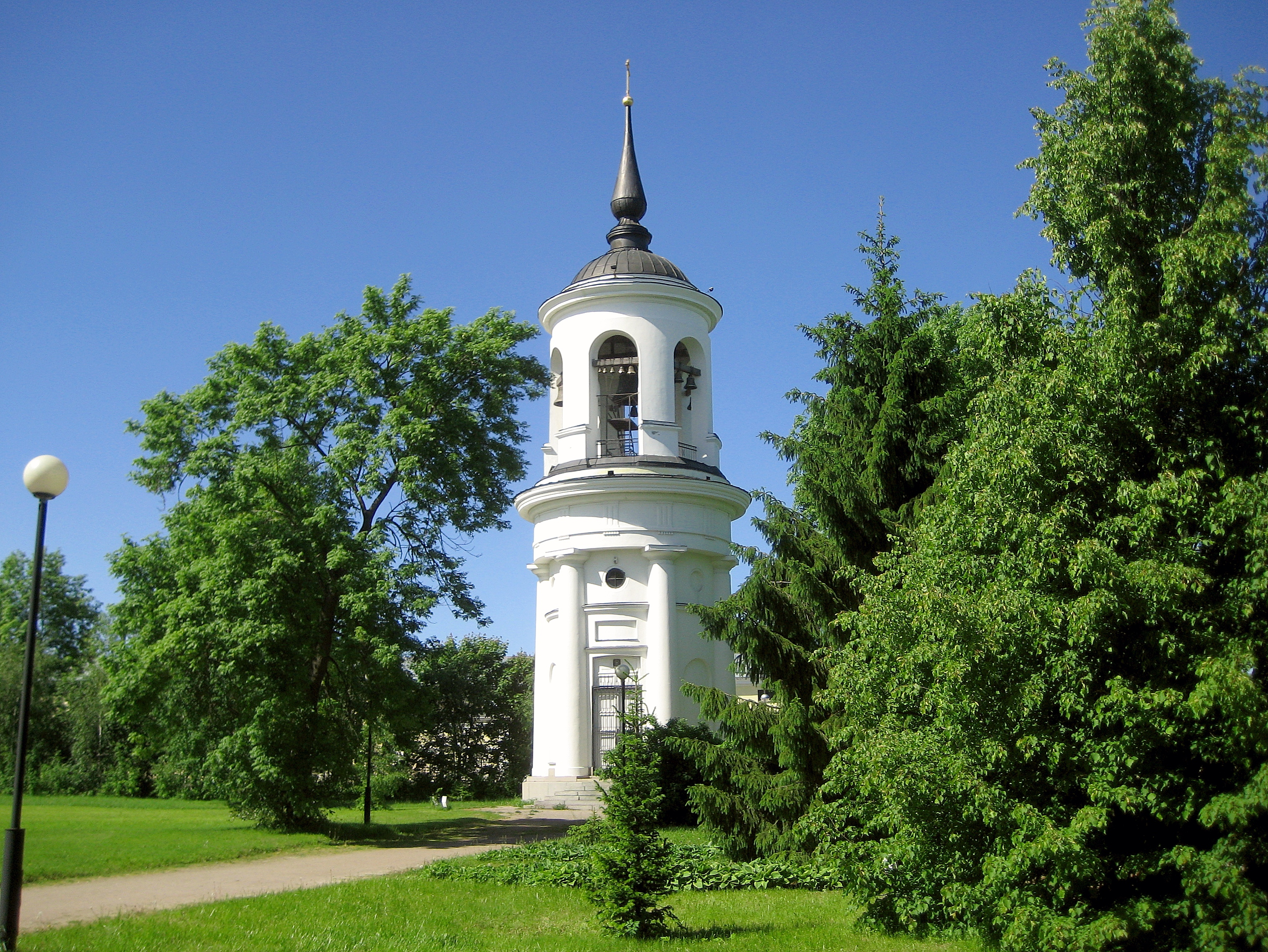
Колокольня Софийского собора

Проезд на месте современного переулка появился в 1830-х годах в составе Фуражной улицы. Первоначально его нечётная сторона была застроена деревянными зданиями казарм лейб гвардии гусарского его величества полка. Четная сторона улицы выходила на Софийский воинский плац.
К началу Великой Отечественной войны улица сохранила свою первоначальную трассу. В её зданиях к этому моменту располагались подразделения 24-й танковой дивизии. Фуражная улица стала одной из первых, по которой в Пушкин вошли немецкие войска. Большинство деревянных зданий было уничтожено. После войны улица была сокращена в части современного Колокольного переулка, которая стала внутренней территорией располагавшихся здесь организаций. 
Переулок был вновь проложен в 2007 году в связи с застройкой территории жилыми дома. Несмотря на то, что он является продолжением Фуражного переулка, присвоить ему такое же название было невозможно, поскольку нумерация по Фуражному переулку идет от Госпитального переулка на запад. Поэтому 31 марта 2008 года новый участок стал Колокольным переулком. Название связано с тем, что переулок начинается у колокольни Софийского собора, и ориентирован на неё.

## Здания и сооружения
Первым домом, получившим адрес по Колокольному переулку, стал жилой дом «Золотой век» (№ 5). Ради него застройщик «Инвесткапитал» (группа «ЦДС») снес три дореволюционных дома — № 46, 50 и 54 по Парковой улице. В январе 2014 года дом был введен в эксплуатацию.